# Кофейня Печкина
Кофейня Печкина — литературная кофейня в Москве, работавшая в середине XIX века.

## История
Кофейня располагалась рядом с Театральной площадью, недалеко от трактира Печкина. Основателем был И. А. Бажанов (в дальнейшем тесть П. С. Мочалова). Работа Кофейни Печкина пришлась на период пика салонно-кружковой культуры Российской империи (1830-е годы — середина XIX века). По факту это был своеобразный клуб интеллигенции, «устный журнал» для разговоров о новостях литературы и театра. В кофейне Печкина собирались и участвовали в импровизируемых постановках, диалогах, сценках В. Г. Белинский, А. И. Герцен, Т. Н. Грановский, В. И. Живокини, Мочалов, А. Н. Островский, П. М. Садовский, М. С. Щепкин. Кофейня Печкина предвосхитила появление театральных капустников, театров малых форм начала XX века. По словам А. Ф. Писемского, это было «самое умное и острословное место в Москве». А. А. Фет писал о ней так: «Кто знает, сколько кофейня Печкина разнесла по Руси истинной любви к науке и искусству». Кроме того, кофейня послужила Островскому прообразом трактира в третьем действии пьесы «Доходное место».